# Desierto del Teneré
El desierto del Teneré es una región de desierto localizada en la parte centromeridional del Sahara, en el departamento de Arlit,  región de Agadez, en Níger. Las enormes dunas salinas de Temet y el mágico escenario han hecho del Teneré uno de los desiertos más bellos. 
La palabra tuareg teneré significa "desierto", y traducida al árabe, sahara. La ciudad más importante del Teneré es Agadez, a la sombra de las montañas de Air.
El desierto también es conocido por el árbol de Ténéré, una acacia que fue considerada el árbol más solitario del mundo. Sorprendentemente, en 1973, un camión libio la derribó y fue reemplazada por una escultura metálica, depositándose el original en el Museo Nacional de Níger.

## Demarcación
Esta vasta llanura de arena de 400.000 km² se extiende desde el nordeste de Níger hasta el oeste de Chad. Sus límites están en las montañas de Air al oeste, las montañas Ahaggar en el norte, la meseta de Djado en el nordeste, las montañas de Tibesti en el este y la cuenca del lago Chad en el sur.
La mayor parte del desierto se encuentra sobre el lecho del lago Chad, cuando este era como un pequeño mar interior, formando una enorme llanura meridional, sin embargo, en el norte, el Teneré forma una amplia lámina de arena que alcanza las colinas del Tassili Ahaggar, a lo largo de la frontera con Argelia.
Por el sudeste, el desierto está limitado por los acantilados de Kaouar, un escarpe de casi 150 km en el nordeste de Níger a cuyos pies se asientan una serie de oasis, entre los cuales destaca el de Bilma y su impresionante mar de dunas, de dunas gigantescas.
Una parte de la región fue declarada Patrimonio de la Humanidad por la Unesco en el año 1991, conjuntamente con las montañas de Air, con el nombre de Reservas naturales del Air y el Teneré. Abarca una extensión de 7.736.000 ha. En 1992 fue incluida en la Lista del Patrimonio de la Humanidad en peligro de extinción.

## Prehistoria

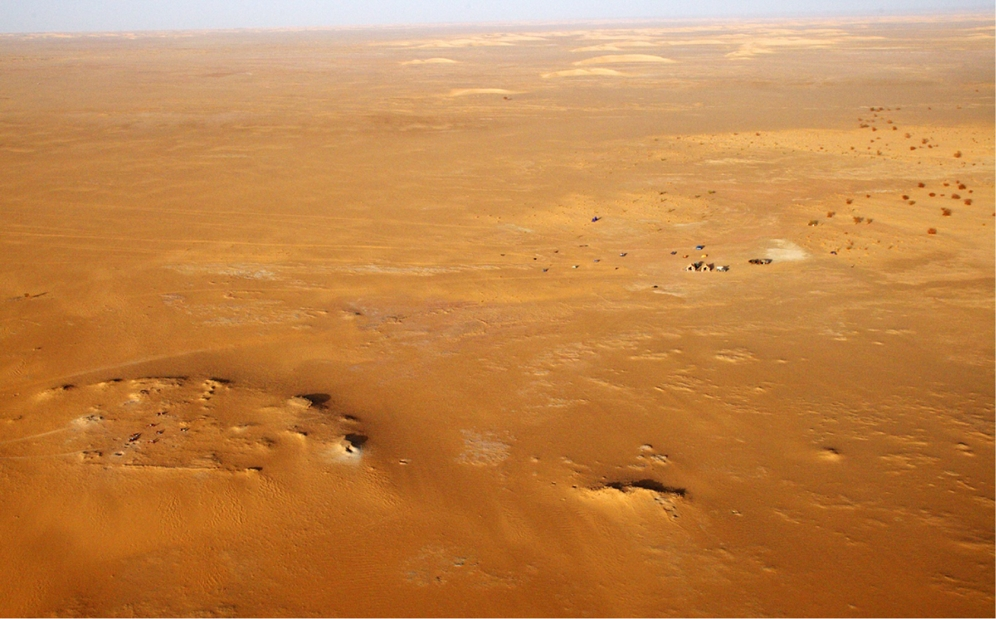
Vista aérea de la zona del yacimiento arqueológico de Gobero

Al igual que el Sahara, como un todo más complejo, el ahora conocido como desierto del Teneré ha variado su clima a grandes saltos desde la prehistoria hasta nuestros días. Así como a Europa se le conocen al menos cuatro eras glaciares, estas parecen coincidir con periodos húmedos en las latitudes que ahora comprende el Sahara. Concretamente el Teneré, uno de los desiertos más áridos que se conocen hoy, ocupa la cuenca de lo que en tiempos fue un gran lago rico en pesca. Sus bordes estaban habitados por pueblos pescadores cuyos utensilios pueden encontrarse hoy en la superficie en la medida en que eran de piedra o hueso: arpones, ganchos, puntas espinosas.
Las pinturas del Tassili (Tassili n'Ajjer), que parecen representar las costumbres de los habitantes de esta parte del Sahara de 15.000 a 6.000 años atrás, demuestran que civilizaciones de cazadores y pastores han convivido y prosperado en un hábitat en el que no faltaban ríos, animales y los bosques que ahora se han desplazado más al sur.
El Teneré ha estado habitado por seres humanos desde el Paleolítico, hace al menos 60.000 años. Hace entre 10 000 y 8.000 años vivió en esta región la cultura kiffian, cuyos restos más antiguos se encontraron en Gobero. Les siguió la cultura teneriense, que permaneció hasta hace 5000 años en el Teneré, durante un periodo conocido como Neolítico subpluvial, una fase húmeda del Holoceno que duró desde el año 7500 a. C. hasta aproximadamente el 3000 a. C. y que fue uno de los periodos verdes del Sahara que permitieron la ganadería en lugares hoy inhóspitos. De aquellos asentamientos han quedado restos arqueológicos en forma de puntas de flecha y hachas de piedra, piedras de sílex y algo de arte rupestre.

## Arte rupestre
El arte rupestre del Sahara central y oriental debe su fama principalmente a los frescos de Tassili n'Ajjer, pero también es muy rico y abundante en Ahaggar, Fezzan, Tibesti, Bourkou y Ennedi, así como en las montañas de Air, donde se han encontrado ricos yacimientos que se extienden hasta el Teneré. 
Si nos internamos en el desierto, hacia el centro y sur de la llanura desértica y arenosa propiamente dicha, apenas se encuentran restos de los antiguos pobladores, salvo en Gobero, y las pinturas rupestres son escasísimas para una extensión tan grande, aunque poco propicia. En los años setenta se descubrieron los cuatro yacimientos más significativos que contenían arte rupestre, y en 1997 se descubrió el más llamativo.
- Jirafas de Dabous: descubiertas en 1997 por David Coulson en un espolón rocoso en las estribaciones de las montañas de Air, es un petroglifo con dos jirafas de seis metros de altura y 8.000 años de antigüedad. En los alrededores se han encontrado cientos de grabados de animales en las rocas.

- Termit Oeste 16°05′45″N 11°14′45″E / 16.09583, 11.24583 Se encuentra en el macizo de Termit, cerca del extremo sudoeste, bajo un flanco rocoso que da lugar a una cavidad llena de cuevas que servía de refugio a las caravanas de los tubu de la región, que paraban aquí en su camino hacia Fachi, Bilma o Tasker. Sobre una arenisca rosa, dura y granulada, se encuentran más de ochenta grabados entre bóvidos, oryx, gacelas, jirafas, siluetas humanas, elefantes, avestruces, caballos y dromedarios sobre varios paneles, el más grande de los cuales tiene 5,40 x 3 m de extensión.

- Dibella (Yerirom) 17°33′20″N 13°06′20″E / 17.55556, 13.10556 Se halla a 255 km al nordeste de Termit Oeste, cerca del pequeño oasis de Dibella, remanente de varios lagos que se encontraban al abrigo de un acantilado de 150 m de altura y que ahora yacen bajo un lecho de arena. Alrededor del oasis hay varios islotes rocosos. En el flanco de una loma de arenisca del cretácico llamada Yerirom se descubrieron las pinturas rupestres en 1972, una docena de figuras sobre tres paneles de menos de un metro cuadrado en total. Se pueden apreciar algunos bóvidos y personas de pequeño tamaño.

- Guedeza Keita 17°27′45″N 13°08′55″E / 17.46250, 13.14861 Se encuentra a 11 km al sudeste de Dibella, en el ángulo sudeste de la montaña del mismo nombre. Apenas contiene los grabados de un bóvido y una jirafa de 36 y 55 cm de altura.

- Do Dimmi 16°29′05″N 11°18′50″E / 16.48472, 11.31389 Se encuentra a 45 km al nordeste de Termit Oeste, en una zona con pequeñas mesetas de arenisca y muy rica en vestigios post-neolíticos. Un pequeño espolón de arenisca resistente ha creado un pequeño abrigo en el que hay representados bóvidos, antílopes, jirafas, rumiantes indeterminados, siluetas humanas, elefantes y tortugas de forma bastante esquemática.

## Clima
Clima desértico, temperaturas altas todo el año, grandes oscilaciones térmicas, lluvias escasas e irregulares. El Teneré se encuentra en una zona dominada por los vientos alisios de nordeste, que solo retroceden en pleno verano ante el avance de los monzones del golfo de Guinea. 
Las precipitaciones, cuyo promedio anual es inferior a los 25 mm, dependen de la penetración del monzón. Pueden ser nulas, pero también pueden provocar la crecida de los uadis durante algunas semanas entre junio y septiembre. Solo en los macizos montañosos, especialmente el Air, pueden alcanzar los 75 mm anuales. 
Las temperaturas oscilan entre los 10 °C y los 29 °C del mes más fresco, enero, y los 25 °C a 44 °C del mes más cálido, junio. Puede llegar a helar, y las máximas pueden superar los 50 °C.
Numerosos indicadores han permitido reconstruir el clima del Holoceno al oeste del desierto, y se ha comprobado que donde actualmente la cobertura vegetal es inexistente, había sabanas de hierbas, matorrales, algunas especies arbóreas y lagos que permanecían todo el año. Las precipitaciones, en su momento de mayor abundancia, entre los años 6300 y 5000 a. C. aproximadamente, que es cuando los lagos estaban en su máximo nivel, eran comparables a las del Sahel, en torno a los 350 mm anuales o más. La composición de los sedimentos indica a los paleoecólogos que en esta zona pudo haberse formado algo parecido a un delta del Okavango a pequeña escala.